# Bonstetten (Baviera)
Biberbach é um município da Alemanha, localizado no distrito Augsburg, no estado de Baviera.